# Tomáš Baldýnský
Tomáš Baldýnský (* 4. srpna 1972 Rakovník), alias Baldachýn, je český filmový publicista, novinář, herec, televizní producent a scenárista. Byl filmovým recenzentem časopisu Reflex, občasným přispěvatelem magazínu Novinky.cz, fejetonistou Lidových novin a jedním ze zakladatelů humoristického serveru Kompost.cz. V letech 1995–2000 byl spoluscenáristou komiksu Zelený Raoul, který vycházel v Reflexu. Od prosince 2006 do března 2008 byl předsedou Rady Fondu ČR pro podporu a rozvoj české kinematografie. V letech 2006–2010 byl šéfem scenáristického týmu seriálu Comeback na TV Nova a je také autorem scénáře k seriálu Kosmo. Od 1. července 2012 působil jako kreativní producent Filmového centra České televize. Je autorem šestidílného projektu s názvem Láska v čase korony (2020). S Petrem Cífkou natáčí podcast o filmech Novej & starej.
Se spisovatelkou Petrou Soukupovou, se kterou spolupracoval na scénářích seriálů Comeback a Kosmo, má dceru Marlu (* 2013).